# Pointer (motorfiets)
Pointer is een historisch merk van motorfietsen.
De bedrijfsnaam was: Shin Meiwa Industry Co. Ltd., Nishinomyia, Hyogo, Japan.
Dit was een Japans merk dat van 1947 tot 1959 mooie, lichte motorfietsen met eigen 123-, 174- en 247cc-tweetaktmotoren maakte. Shin Meiwa was een concern dat tijdens de oorlog de beroemde Kawanishi Zero-jachtvliegtuigen had gebouwd. Zoals veel vliegtuigfabrikanten schakelde ook Shin Meiwa na de oorlog over op motorfietsen, die onder de naam Pointer werden verkocht.
In 1947 verscheen een 56cc-hulpmotortje, maar al in 1948 volgde een 150cc-viertakt-zijklepper. In 1952 kwam een 250cc-Pointer kopklepper in productie.
Vanaf 1957 schakelde Pointer net als de meeste Japanse fabrikanten over op tweetakten. Men keek hierbij goed naar de Duitse techniek van DKW en Adler. Zie ook Shin Meiwa.